# Piedade dos Gerais
Piedade dos Gerais är en kommun i Brasilien.   Den ligger i delstaten Minas Gerais, i den sydöstra delen av landet, 600 km sydost om huvudstaden Brasília. Antalet invånare är 4 645.
Omgivningarna runt Piedade dos Gerais är huvudsakligen savann. Runt Piedade dos Gerais är det glesbefolkat, med 9 invånare per kvadratkilometer.